# Ronny Kabus

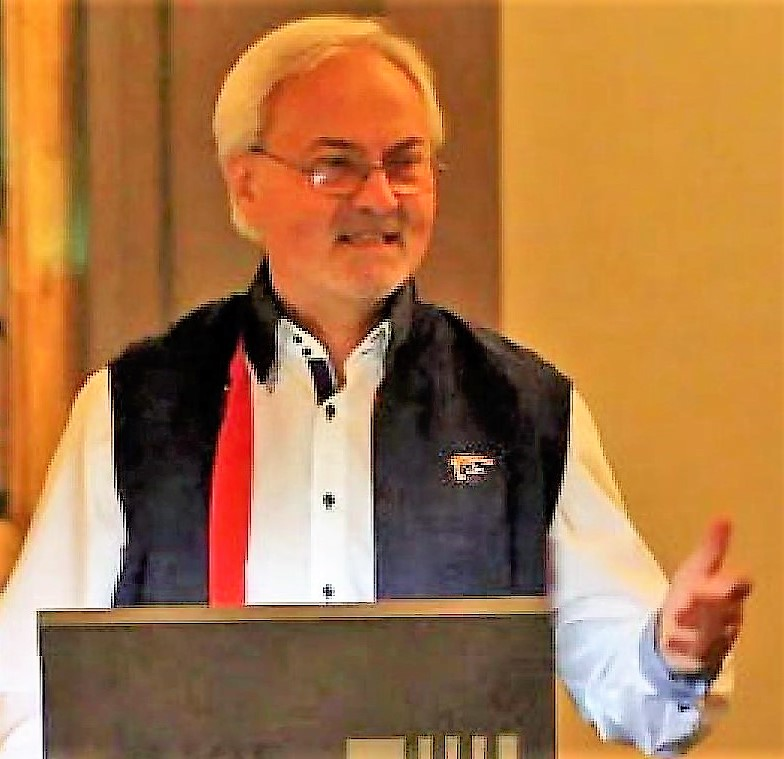
Ronny Kabus (2017)

Ronny Kabus (* 21. April 1947 in Görlitz; † 22. Mai 2022 in Deutsch Evern) war ein deutscher Historiker und Museumswissenschaftler.

## Leben und Wirken
Kabus wuchs in Görlitz auf und verbrachte hier von 1953 bis 1966 seine Schul- und Ausbildungszeit, die er als Maschinenbauer mit Abitur abschloss. Nach dem Studium der Geschichte und Germanistik an der Pädagogischen Hochschule Potsdam begann er 1970 seine berufliche Laufbahn als Lehrer in seiner Heimatstadt. Mit der Dissertation Zur Konstituierung des Görlitzer Proletariats im Verlauf der industriellen Revolution. Beitrag zur Geschichte der ökonomischen, sozialen und politisch-ideologischen Formierung der deutschen Arbeiterklasse wurde er 1975 an der Sektion Geschichte der Karl-Marx-Universität Leipzig zum Dr. phil. promoviert. Nach Kritik an der Biermann-Ausbürgerung 1976 und der damit verbundenen Kulturpolitik der SED verlor er seine beruflichen und gesellschaftlichen Positionen sowie eine von der Universität Leipzig angebotene Habilitations-Aspirantur. Bis 1989 wurde er als „operative Kontrollperson“ durch das Ministerium für Staatssicherheit der DDR überwacht. Von 1978 bis 1988 arbeitete er als wissenschaftlicher Mitarbeiter, stellvertretender Direktor und Direktor im reformationsgeschichtlichen Museum Staatliche Lutherhalle (heute Lutherhaus) Wittenberg, wo er, insbesondere bei der Lutherehrung 1983, durch Ausstellungstätigkeit, Sammlungsforschung und Publikationstätigkeit wirkte. Er war Herausgeber und Mitautor der 1984 bis 1989 in Wittenberg erschienenen Schriftenreihe der Staatlichen Lutherhalle Wittenberg.
Nachdem er sich 1987 geweigert hatte, in die Blockpartei CDU einzutreten und seine 1988 eröffnete Ausstellung über das Schicksal der Wittenberger Juden unter SED-Kontrolle zu stellen, wurde er auf dem Direktorposten durch ein CDU-Kadermitglied ersetzt und in seinen Arbeitsmöglichkeiten erheblich eingeschränkt.
Kurz vor der Wende verließ er die DDR 1989 und siedelte mit seiner Familie in die Nähe von Nürnberg über, wo er kurzzeitig als wissenschaftlicher Mitarbeiter am Germanischen Nationalmuseum tätig war. 1990 gewann er die Stellenausschreibung zur Leitung des Kreismuseums Helmstedt (Grenz- und Universitätsmuseum); 1991 wurde er über eine weitere Ausschreibung Direktor des Ostpreußischen Landesmuseums in Lüneburg, wo er bis 2004/2005 blieb. Neben der allgemeinen Aufwertung des Museumsbildes war er in dieser Zeit in der Öffentlichkeit durch selbst kuratierte Ausstellungen und Publikationen sowie vielfältige Kooperationen mit polnischen, russischen und litauischen Museen und Kulturinstitutionen im ehemaligen Ostpreußen wirksam. 2004 begründete Kabus nach Aufforderung durch Bundestagsabgeordnete und die Enquete-Kommission „Kultur in Deutschland“ des Bundestags die Notwendigkeit der Herauslösung des vollständig von der öffentlichen Hand finanzierten Museums aus der Trägerschaft und dem „Diktat“ der Vertriebenenorganisationen. Zuvor hatte sich Wilhelm von Gottberg (damals CDU), Sprecher der Landsmannschaft Ostpreußen und gleichzeitig Vorsitzender der Ostpreußischen Kulturstiftung, seit 2017 Bundestagsabgeordneter der AfD, nach Kabus’ Einschätzung bemüht, das Museum zur Bühne seiner politischen Auffassungen zu machen. Ende 2004 wurde Kabus vom Stiftungsrat der Ostpreußischen Kulturstiftung wegen „Illoyalität“ fristlos gekündigt. Der Fall wurde deutschlandweit in den Medien behandelt.
Nach dem Ausscheiden aus dem Ostpreußischen Landesmuseum betätigt sich Kabus ab 2005 als freischaffender Buchautor, Publizist und Ausstellungsmacher. 2010 gab er ein Buch mit Görlitzer Sagen neu heraus, das früher sehr beliebt war und erstmals 1954 erschien. 2011 veröffentlichte er die Forschungsarbeit „... weine ich täglich um meinen Vater“. In der Gewalt Stalins und der SED, in der er die Nachkriegsjahre seiner Heimatstadt unter dem sowjetischen Besatzungssystem beleuchtet. 2014 folgte eine Autobiographie unter dem Titel Lenin-Luther-Lorbass. Erbarmung! Außerdem präsentierte Kabus die von ihm überarbeitete Ausstellung „Juden der Lutherstadt Wittenberg im Dritten Reich“ 2017 erneut im Gemeindesaal der Jüdischen Gemeinde zu Dresden. Im Mittelpunkt seines breit gefächerten Interesses standen besonders die Opfer historischer Prozesse.

## Publikationen
- (als Neuherausgeber:) Eberhard Wolfgang Giese, Herbert Nitsche: Der Türmer erzählt Görlitzer Sagen. 4. erweit. u. bearb. Neuherausgabe der Erstauflage von 1954 durch Ronny Kabus. Graphische Werkstätten Zittau, Zittau 2018, ISBN 978-3-929744-94-1 (erschien erstmals neu 2010 im Oettel-Verlag Görlitz).
- „... weine ich täglich um meinen Vater“ – In der Gewalt Stalins und der SED. 2. neu bearb. und erweit. Aufl. Norderstedt 2016, ISBN 978-3-7392-4237-8 (1. Aufl. 2011).
- Juden der Lutherstadt Wittenberg im Dritten Reich. 4. neu bearb. und erweit. Aufl. Norderstedt 2015, ISBN 978-3-7347-7450-8 (Buch zu einer erstmals 1988 im reformationsgeschichtlichen Museum Wittenberg vorgestellten, 2003 für die Landeszentrale für politische Bildung Sachsen-Anhalt neu konzipierten und 2015 erneut überarbeiteten Ausstellung).
- Lenin Luther Lorbass. Erbarmung! Norderstedt 2014, ISBN 978-3-7322-9968-3 (Autobiographie).
- Jews of the Luthertown Wittenberg in the Third Reich. Lutherstadt Wittenberg 2005, ISBN 3-933028-91-4.
- (Hrsg. und Bearbeiter:) Rainer Radok: Von Königsberg nach Melbourne. Vertreibung aus Ostpreußen im Dritten Reich. Lüneburg 1998, ISBN 3-932267-15-X.
- Juden in Ostpreußen. Ostpreußisches Landesmuseum Lüneburg, Husum 1998, ISBN 3-88042-888-3.
- (Hrsg. und Mitautor:) Ostpreußen. Landschaft – Geschichte – Kultur. Ostpreußisches Landesmuseum Lüneburg, Husum 1997, ISBN 3-88042-812-3.
- (mit Jörn Barfod:) Hans Preuß 1904 Königsberg – 1984 Kemerowo. Ein Maler zwischen Kunst und Klassenkampf. Ausstellung im Ostpreußischen Landesmuseum Lüneburg, Husum 1996, ISBN 3-88042-763-1.
- (mit Anke Zühlke:) Von Ostpreußen in die Lüneburger Heide. Vertreibung und Eingliederung 1945–1953. Katalog zur Ausstellung im Ostpreußischen Landesmuseum, Lüneburg 1995.
- Ruinen von Königsberg. Bilder eines Kaliningrader Architekten. Ostpreußisches Landesmuseum, Lüneburg 1992 (2 Auflagen). ISBN 3-88042-610-4
- (als Hrsg.:) Staatliche Lutherhalle Wittenberg – 100 Jahre reformationsgeschichtliches Museum. Schriftenreihe der Staatlichen Lutherhalle Wittenberg, Heft 1. Rostock 1984.
- (als Hrsg. und Mitautor mit Hans-Joachim Beeskow:) Martin Luther 1483 bis 1546. Katalog der Ausstellung in der Staatlichen Lutherhalle Wittenberg. Rostock 1984.
- (mit Wolfgang Böhmer:) Zur Geschichte des Wittenberger Gesundheits- und Sozialwesens. Teil I: Von der Stadtfrühzeit bis zum Ende des 17. Jahrhunderts. Lutherstadt Wittenberg 1981. Teil 2: Das 18. Jahrhundert. Lutherstadt Wittenberg 1983. Erweitert und überarbeitet erschienen in: Wolfgang Böhmer, Andreas Wurda (Hrsg.): Das heilkundige Wittenberg (= Veröffentlichungen der Städtischen Sammlungen der Lutherstadt Wittenberg, Band 15). Drei Kastanien Verlag, Wittenberg 2009, ISBN 978-3-942005-10-4.
- Zur Konstituierung des Görlitzer Proletariats im Verlauf der industriellen Revolution. Ein Beitrag zur Geschichte der ökonomischen, sozialen und politisch-ideologischen Formierung der deutschen Arbeiterklasse (= Beiträge zur Geschichte der Görlitzer Arbeiterbewegung; Bd. 5), Görlitz 1975.
- Von den Nazis verfemt und in den Tod getrieben. Von der SED verunglimpft und totgeschwiegen – Der Stickstoffwerk-Direktor Dr. Siegfried Tauss. Heimatkalender 2022, 25, Dreikastanienverlag Wittenberg, S. 40–61.